# 12161 Avienius
12161 Avienius este un asteroid din centura principală de asteroizi.

## Descriere
12161 Avienius este un asteroid din centura principală de asteroizi. A fost descoperit pe 29 septembrie 1973 la Observatorul Palomar de Cornelis Johannes van Houten, Ingrid van Houten-Groeneveld și Tom Gehrels. Asteroidul prezintă o orbită caracterizată de o semiaxă mare de 2,40 ua, o excentricitate de 0,21 și o înclinație de 1,7° în raport cu ecliptica.